# Living in a Ghost Town
«Living in a Ghost Town» (с англ. — «Живя в городе-призраке») — песня группы The Rolling Stones. Она была выпущена 23 апреля 2020 года, став первым оригинальным синглом с 2012 года. Трек записан группой в самоизоляции из-за пандемии коронавируса и стал откликом на связанные с этим события.
Песня стала первым синглом Rolling Stones за последние четыре года и первым оригинальным материалом группы со времен «Doom and Gloom» и «One More Shot» в 2012 году. Песня получила в целом положительные отзывы музыкальных критиков и имела коммерческий успех, попав в более чем десяток чартов продаж и потокового вещания. Это последняя оригинальная запись группы с участием Чарли Уоттса до его смерти в августе 2021 года.
«Я призрак,
 я живу в городе-призраке,
 ты можешь искать меня,
 но меня не найти»

## История
С 2017 года группа совершала мировое концертное турне No Filter Tour, но пандемия коронавируса в 2020 году вынудила их остановиться.
23 апреля 2020 года Мик Джаггер анонсировал через социальные сети (Facebook) выход нового сингла «Living in a Ghost Town». Он стал частью нового материала, который группа записывала в студии перед началом пандемии коронавируса. Это песня, которую группа задумала задолго до этого момента, но именно сейчас вернулась к работе над треком, так как считает, что «она созвучна тому времени, в котором мы сейчас живём». Она стала их первым оригинальным материалом с 2012 года, когда вышла сборка-компиляция GRRR!, где были только две новые песни: «Doom and Gloom» и «One More Shot». С тех пор было ещё несколько блюзовых альбомов каверов, Blue and Lonesome (в 2016 году) и Honk (в 2019 году). А последний альбом с новым оригинальным материалом вышел в 2005 году, когда вышел диск A Bigger Bang. Последним для группы выступлением стало участие в мировом домашнем концерте, прошедшем 18 апреля 2020 года, получившим название One World: Together At Home.
23 апреля 2020 года песня появилась на стриминговых каналах, включая видеоклип, а на CD-дисках в качестве сингла Living In a Ghost Town будет выпущена 29 мая. Также 26 июня 2020 года планируется выпуск ограниченного тиража на виниле

## Отзывы
Композиция в целом была одобрительно встречена музыкальными экспертами и обозревателями.
Алексис Петридис из газеты The Guardian назвал трек «их лучшей песней за последние годы», уделив особое внимание своевременной лирике и влиянию регги на музыку. Уилл Ходжинксон в газете The Irish Times дал ту же высокую оценку и согласился с тем, что темп и настроение отражают опыт пребывания взаперти. Крейг Дженкинс из сетевого издания Vulture отмечает, что сингл появился очень «вовремя», поскольку «суть трека лежит где-то между тоскливой ностальгией бумера и молчаливым признанием того, что пески времени изменились, и мы снова с любовью оглядываемся назад, а не взволнованно вперед».
Марк Бомонт из журнала NME критично отнёсся к новому треку, назвав его «поспешным и недоделанным комментарием о нашем нынешнем затруднительном положении», особенно критикуя текст песни, поскольку «у Джаггера, возможно, нет возможности понять и говорить о реальном дискомфорте и изоляции среднестатистического британского жителя хибар или о страхе и безнадежности миллионов, несправедливо проваливающихся сквозь зияющие дыры в пакетах безопасности Риши Сунака».
Джон Парелес из газеты The New York Times в очередном списке самых заметных музыкальных релизов недели, отметил и рекомендовал этот трек. Том Брейхан из издания Stereogum,
кратко прокомментировал актуальность трека, написав, что он очень хорошо продюсирован, но «звучит тяжелее, чем можно было ожидать от новой песни Stones».

## Музыкальное видео
В сопровождающем музыкальном видео камера буквально летит по безлюдным и полупустым улицам разных городов мира, включая такие мегаполисы как Лондон, Лос-Анджелес, Торонто, Киото, Кейптаун, Осло и другие. Группа показана в клипе в процессе записи в студии. Режиссёр Джо Коннор использовал для этого кадры, в том числе и те, которые ему передали местные фотографы.

## Участники записи
The Rolling Stones
- Мик Джаггер — вокал, гитара, губная гармошка, продюсер
- Кит Ричардс — ритм-гитара, бэк-вокал, продюсер
- Ронни Вуд — лид-гитара, бэк-вокал
- Чарли Уоттс — барабаны

Дополнительный персонал
- Matt Clifford — клавишные, валторна, флюгельгорн, саксофон, звукоинженер[17]
- Дэррил Джонс — бас-гитара
- Krish Sharma — звукоинженер
- Cenzo Townshend — микширование
- Дон Воз — продюсер

## Чарты
| Чарты (2020)                                 | Высшая позиция |
| -------------------------------------------- | -------------- |
| Австрия (Ö3 Austria Top 40)                  | 53             |
| Бельгия/Фландрия (Ultratip Bubbling Under)   | 8              |
| Бельгия/Валлония (Ultratip Bubbling Under)   | 6              |
| Канада (Billboard Canadian Hot 100)          | 74             |
| Франция (SNEP)                               | 83             |
| Германия (GfK)                               | 1              |
| Венгрия (Single Top 40)                      | 6              |
| Италия (FIMI)                                | 49             |
| Польша (Polish Airplay Top 100)              | 49             |
| Португалия (AFP)                             | 37             |
| Шотландия (OCC Scotland)                     | 2              |
| Швейцария (Schweizer Hitparade)              | 17             |
| Великобритания (OCC UK Singles)              | 61             |
| США (Billboard Bubbling Under Hot 100)       | 6              |
| США (Billboard Adult Alternative Songs)      | 6              |
| США (Billboard Hot Rock & Alternative Songs) | 3              |

## История выхода
| Формат                      | Дата           | Лейбл                 |
| --------------------------- | -------------- | --------------------- |
| Цифровые загрузки, стриминг | 23 апреля 2020 | Universal Music Group |
| CD-сингл                    | 29 мая 2020    | Universal Music Group |
| Виниловый сингл, 10"        | 26 июня 2020   | Universal Music Group |